# Colicus famulidistalis
Colicus famulidistalis – gatunek roztocza z kohorty Trombidiformes i rodziny Trombiculidae.
Gatunek ten został opisany w 2006 roku przez Milana Daniela i Aleksandra Stekolnikowa na podstawie 13 okazów larw.
Idiosoma z dwoma parami oczu, parą szczecinek barkowych, 6 szczecinkami w pierwszym i drugim rzędzie zabarkowym, 6-8 szczecinkami w trzecim i 4 w czwartym. Szczecinki sternalne obecne w liczbie czterech tylnych. Łączna liczba szczecin na idiosomie wynosi od 79 do 85, z czego 31-34 znajdują się na stronie grzbietowej, a 43-51 na brzusznej. Scutum prawie wielokątne i o nieco wklęśniętej środkowej części tylnej krawędzi. Od pozostałych przedstawicieli rodzaju gatunek ten wyróżnia się położeniem mikrtotarsali na I parze odnóży dystalnie w stosunku do tarsali oraz brakiem III pary genuali.
Gatunek znany z kubańskich: prowincji Camagüey i wyspy Isla de la Juventud. Żywicielem larw są nietoperze z gatunków Macrotus waterhousii i Brachyphylla nana.